# Anserineae
Anserineae, tribus štirovki, dio potporodice Chenopodioideae. Jedini predstavnici tribusa su špinat (Spinacia) i Blitum (sin. Anserina; po kojemu je tribus dobio ime).

## Rodovi
1. Spinacia L. (3 spp.)
2. Blitum Hill (9 spp.)